# Eleonora van Bourbon-Condé

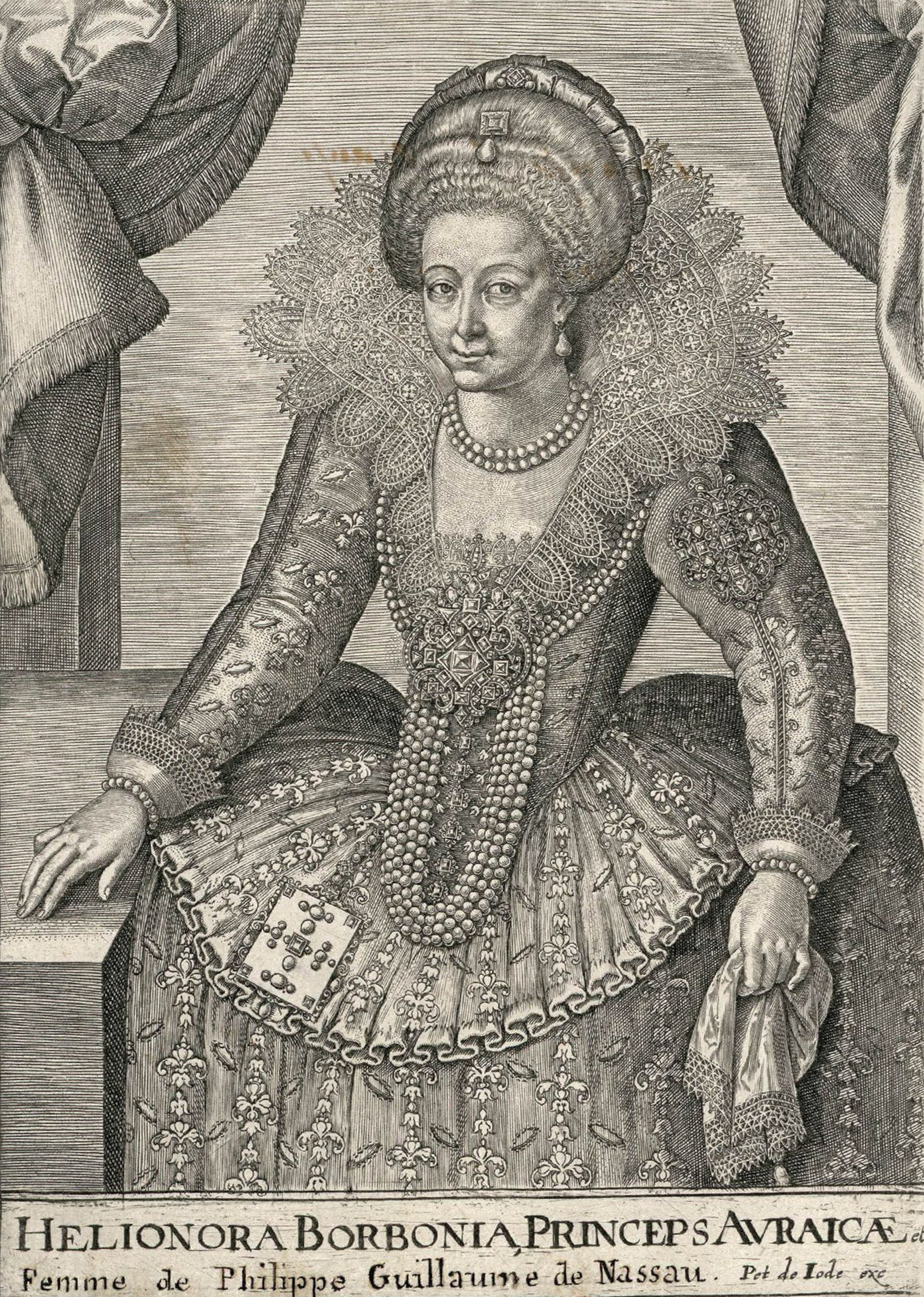
Eleonora van Bourbon-Condé

Eleonora van Bourbon-Condé (30 april 1587 — 20 januari 1619) was de dochter van Hendrik I van Bourbon-Condé en diens tweede vrouw Charlotte de la Tremoille. Tevens was zij de nicht van koning Hendrik IV van Frankrijk.
Eleonora trouwde op 23 november 1606 in Fontainebleau met Filips Willem van Oranje, die toen reeds 51 was.
Toen haar man na een verkeerde medische behandeling kwam te overlijden, erfde Eleonora niets, aangezien Philips Willem al zijn bezittingen aan zijn halfbroer Maurits had vermaakt.

## Trivia
Op 25 oktober 1611 werd bekend, dat de moeder van Eleonora en haar schoonzuster Charlotte Margaretha van Montmorency, echtgenote van Hendrik II van Bourbon-Condé, naar Den Haag zouden reizen. De Staten-Generaal besloten daarop om de dames een passend cadeau te geven, enerzijds uit beleefdheid, anderzijds met de gedachte, dat Hendrik II van Bourbon-Condé hen eventueel in de toekomst zou kunnen assisteren.
Besloten werd om tafellinnen aan te bieden ter waarde van 12.000 gulden, een voor die tijd astronomisch bedrag. Op initiatief van de burgemeester van Haarlem, tevens Statenlid, werd het linnen aangeschaft, mede doordat de stad Haarlem op dit gebied een (inter)nationale reputatie genoot.
Het linnen damast werd speciaal geweven met daarin bloemmotieven, jachttaferelen, Bijbelse voorstellingen en voorstellingen uit de klassieke literatuur. Er werd gezegd, dat de totale lengte van het linnen bijna drie kilometer bedroeg.